# Henry und ein linkes Bein
Henry und ein linkes Bein (Originaltitel: Henry’s Leg) ist eine sechsteilige britische Fernsehserie. Sie wurde 1984 von Roy Russel nach dem Jugendroman Henry's Leg von Ann Pilling, der 1986 mit dem  Guardian Prize for Children’s Fiction ausgezeichnet wurde,  für das Fernsehen adaptiert. Die Fernsehserie wurde in den Maidstone Studios gedreht. Der Außendrehort war Faversham in Kent.  Ab 1987 wurde die Serie in deutscher Synchronfassung vom Ersten Deutschen Fernsehen ausgestrahlt.

## Handlung
Henry lenkt sich davon, dass sein Vater ihn und seine Mutter verlassen hat, ab, indem er Müllsammeln zu seinem Hobby macht. Als er ein linkes Bein einer Schaufensterpuppe mitnimmt, gerät er in Schwierigkeiten, weil darin eine Diebesbande geraubte Juwelen versteckt hat.

## Sendeplatz
Die sechs Folgen wurden ab 24. Juli 1987 auf Das Erste im Regionalprogramm des Bayerischen Rundfunks erstausgestrahlt. Ab 28. August 1988 wurden sie jeden Sonntag im Ersten wiederholt, zudem auch ab 16. November 1990 im Bayerischen Fernsehen und ab 5. April 1991 auf DFF 1.